# Kodiak (eiland)
Kodiak is een groot eiland ten zuiden van Alaska, in de Verenigde Staten. Het is gescheiden van Alaska door de Straat Shelikof. Het is het op een na grootste eiland van de Verenigde Staten (na Hawaï) en is 8975 km² groot. Het eiland is 160 km lang en tussen de 16 en 96 km breed.
Kodiak is bergachtig en bebost (vooral in het noorden en oosten). Er leven ongeveer 10.000 mensen op het eiland (vooral Inuit). De grootste stad op het eiland is Kodiak. Andere plaatsen zijn: Akhiok, Old Harbor, Karluk, Larsen Bay, Port Lions, en Ouzinkie.
Op 20 augustus 1741 bereikte de Deens-Russische ontdekkingsreiziger Vitus Bering tijdens een van zijn expedities de Golf van Alaska en zag daar het eiland Kodiak. In augustus 1784 legden twee schepen met Russische pelsjagers aan bij Kodiak en koloniseerden het eiland. Dit duurde tot 1867, toen de tsaar Alaska verkocht aan de Verenigde Staten van Amerika.
De op Kodiak levende beer Kodiakbeer is vernoemd naar het eiland.
Op Kodiak is ook het Pacific Spaceport Complex-Alaska, een lanceerbasis voor draagraketten gevestigd.